# イオンモール小山
イオンモール小山（イオンモールおやま）は、栃木県小山市に所在するイオングループのショッピングセンターである。

## 概要
1997年（平成9年）4月26日に開業したジャスコ小山店を核店舗として専門店64店を入居させた「ジャスコ小山ショッピングセンター」として開業したのが始まりである。
2008年（平成20年）10月28日に増床して改装すると共に「イオン小山ショッピングセンター」として新装開業した。
核店舗の「ジャスコ小山店」は、2011年（平成23年）3月1日にイオングループの総合スーパーの店舗ブランドが「イオン」へ統一されたことに伴い、同日「イオン小山店」へ改称された。
また同年からイオンの大型ショッピングセンターの店舗ブランドを「イオンモール」への統一が進められ、これに伴い同年11月21日よりショッピングセンター全体の名称も「イオンモール小山」へ変更された。
2013年（平成25年）11月からは、イオンリテールが運営していた大型ショッピングセンターをイオンモール株式会社へ運営委託することとなり、これに伴いイオンモール株式会社の管理運営へ移行。2022年（令和4年）2月28日をもって、イオンモール株式会社との管理・運営受託業務が終了。翌3月1日より、管理・運営がイオンリテール株式会社に移管された。

## 主なテナント
核店舗はイオン小山店である。
- 出店しているテナント全店の一覧・詳細情報は、公式サイト「フロアガイド」を参照。
- 営業時間は店舗により異なる。詳細は公式サイト「営業時間のお知らせ」を参照。

## 交通アクセス
栃木県道33号小山環状線沿いに位置し、国道4号バイパスとの間にある。
小山市コミュニティバス「おーバス」高岳線・城東中久喜線（ともに大山タクシーが運行）が「イオンモール小山前」停留所へ乗り入れる。
なお、イオン小山ショッピングセンター時代は無料シャトルバスが運行されており、大山タクシーが運行受託していたが、2021年現在、公式サイトのアクセスガイドには掲載されていない。

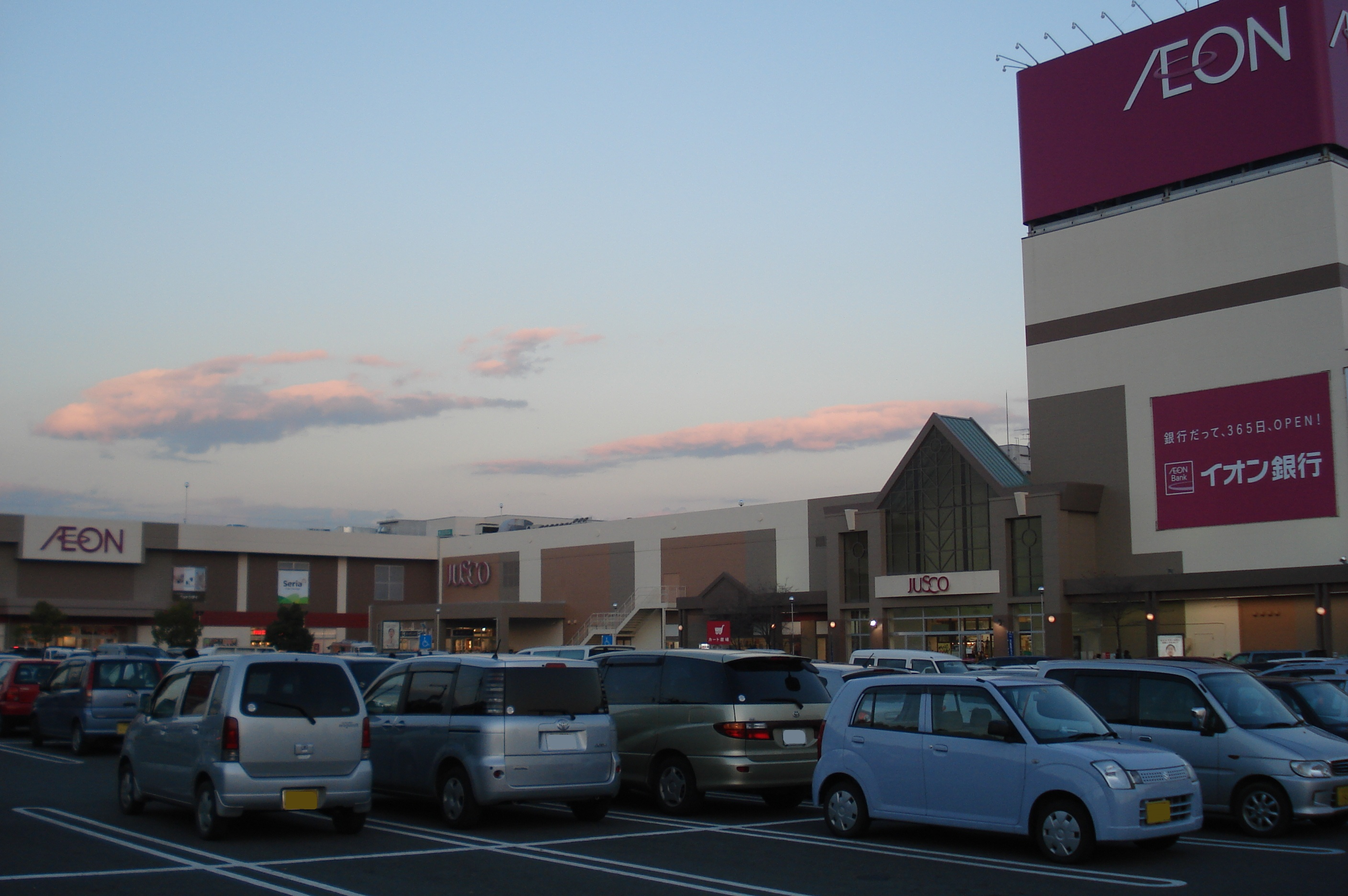
店舗前の駐車場
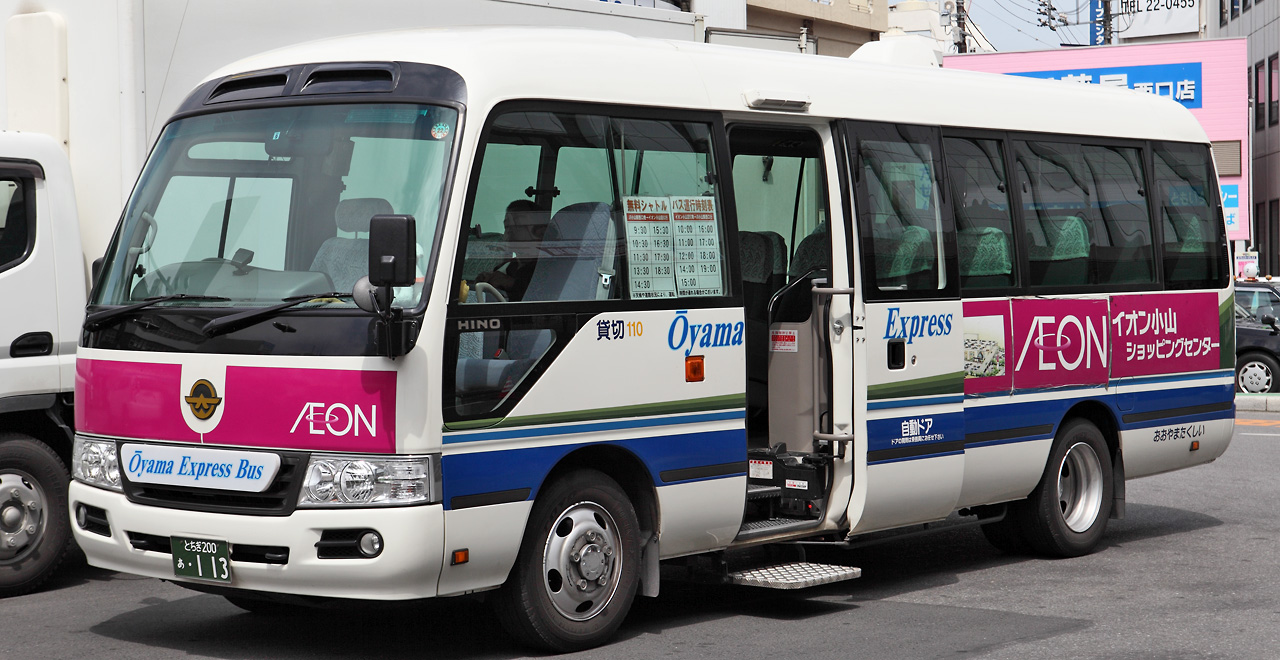
イオン小山ショッピングセンター時代の無料シャトルバス 大山タクシーの日野・リエッセII

## 周辺施設
- PC DEPOT 小山店
- 小山住宅公園
- 小山工業高等専門学校
- 東光高岳 小山地区
- 小山市立小山第三中学校